# Troopers
Troopers ist eine deutsche Band mit Oi!- und Metaleinflüssen aus Berlin-Kreuzberg, die 1982 gegründet wurde.

## Geschichte
Seit Gründung der Band variierte die Besetzung des Bassisten und des Schlagzeugers fortwährend. Nur die Besetzung des Gitarristen und Sängers blieb mit Atze (Dirk Baumann) über alle Platten konstant. Jedes der bis jetzt 5 Alben wurde mit einer anderen Besetzung eingespielt.
Das Debütalbum Troopers wurde mit Briese und Celly eingespielt. Briese, der Bruder von Atze, starb darauf an einer Überdosis Rauschgift. Das Nachfolgealbum Märchenprinz wurde mit Arno und Micha aufgenommen, letzterer war auch noch beim dritten Album Gassenhauer dabei. Billy (heute bei Bad Co. Project), der als Ersatz für Arno Bass spielte, blieb wiederum bis zum nächsten Album Geliebt, Gehasst, auf dem nun Sven Schlagzeug spielte. Das Album Mein Kopf dem Henker wurde in der Besetzung mit Matze und Friedemann eingespielt, beide von der Hardcore-Punk-Band COR.
Das Line-Up besteht seit 2010 neben Atze aus Ralle (Ex-Rawside) am Bass und David (Coretex/Bad Dog Records; vorher in diversen Hardcore-Bands tätig) am Schlagzeug.

## Stil
Spielten Troopers in ihren Anfangstagen noch rauen Oi!, so kamen in den neueren Alben immer mehr Einflüsse von Heavy Metal hinzu. Der Stil der Band wird spätestens seit dem zweiten Album ausschließlich von Atze geprägt, der in Interviews immer wieder externe Einflüsse anderer Bands negierte: „Ich interessiere mich nicht für Musik und was ich hören will, mache ich selber.“ Anders als bei vielen anderen Bands der Szene spielen Bezüge zur Skinhead-Kultur in den Texten von Atze nahezu keine Rolle.

## Diskografie
- 1996: Troopers (CD/LP, Bad Dog Records, aufgenommen 1987 in Berlin)
- 1997: Märchenprinz (12″/ MCD, Bad Dog Records)
- 1998: Gassenhauer (CD/Pic-LP/LP, Bad Dog Records)
- 2000: Geliebt, Gehasst (CD/LP, Bad Dog Records)
- 2004: Mein Kopf dem Henker (CD/LP, Bad Dog Records)
- 2007: BESTialisch (Best-Of) (CD/Digi Pack, Bad Dog Records)
- 2009: Rücksichtslos & Geisteskrank (DVD und CD, Bad Dog Records)

## Belege
1. ↑  Reviews : TROOPERS / Rücksichtslos & geisteskrank :: ox-fanzine.de. Abgerufen am 14. April 2019.